# Yátova
Yátova es una localidad y un municipio de la Comunidad Valenciana, España. Está situado en la provincia de Valencia, en la comarca de la Hoya de Buñol. Su población es de 2242 habitantes (INE 2024). Se trata de un municipio castellanohablante, en el que el castellano cuenta con el predominio lingüístico reconocido legalmente.

## Toponimia
El topónimo Yátova es una evolución del nombre del municipio que aparece consignado en el Llibre del Repartiment de Valencia, Átava.
El lugar también recibió, al parecer, el nombre de Safoya hasta la expulsión de los moriscos.
Si bien, el nombre árabe Átava tiene un origen desconocido, todo parece indicar que tiene origen o proviene del latín "hiatua", que a su vez deriva de "hiatus" con el significado de apertura, Hueco o grieta. Esto se explica porque la comarca de la Hoya de Buñol, donde se ubica Yátova, está cerrada al norte y al este por el río de Buñol, al oeste por la sierra de Malacara y al sur por el Motrotón, sin embargo, al suroeste de Yátova hay una abertura por donde discurre el corredor labrado por flujos de agua como la rambla de la Horteta y el río Magro.

## Geografía

Localización en la comarca de la Hoya de Buñol

### Localización
El término de Yátova tiene una extensión de 120,2 km². Limita con Alborache, Buñol, Cortes de Pallás, Dos Aguas, Macastre y Requena.
Localidades Limítrofes
|                | Norte: Buñol                     |                           |
| Oeste: Requena |                                  | Este: Alborache, Macastre |
|                | Sur: Cortes de Pallás, Dos Aguas |                           |

### Hidrografía
Los recursos hídricos de Yátova son abundantes. Por el norte fluye el río Juanes, por el centro la rambla de la Horteta y por el sur el río Magro. Además, en su término nace el río Mijares, afluente del Magro.

### Orografía
El casco urbano de Yátova se ubica a 420 m s. n. m. El término es muy montañoso, siendo sus alturas más elevadas la Sierra Martés (1085 m s. n. m.) y el Cerro del Asno (881 m s. n. m.).

### Clima
Se encuentra en la frontera del clima mediterráneo típico y del mediterráneo continentalizado, con invierno relativamente fríos y secos y veranos cálidos y secos. Sus precipitaciones anuales están alrededor de 420 mm con alguna precipitaciones en forma de nieve en invierno.[cita requerida]

## Historia

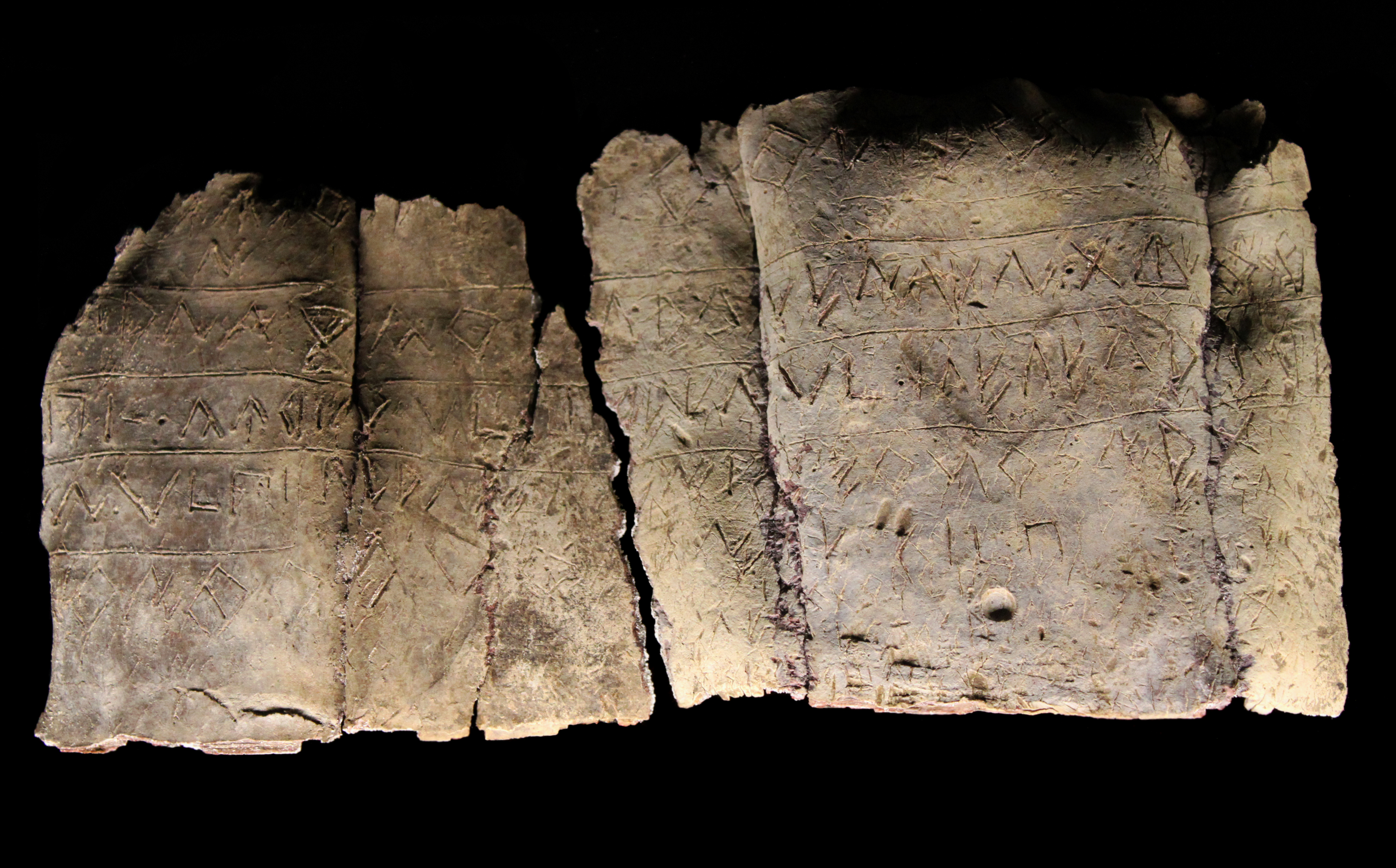
Plomo ibérico del Pico de los Ajos, conservado en el Museo de Prehistoria de Valencia.

El lugar de población más antiguo del término de Yátova parece ser el abrigo del Esparteñero, del Paleolítico Superior. En la Cueva Caliente hubo un posible enterramiento eneolítico. En el monte Motrotón se constata la existencia de dos poblados prehistóricos, pertenecientes a la Edad del Bronce, habiéndose encontrado otros poblados en los Castillejos, el Puntal del Viudo y el Collado del Viudo; los dos últimos tuvieron pervivencia en la época ibérica. El yacimiento más importante, dada la importancia de los hallazgos y su ubicación geográfica es el poblado ibérico del Pico de los Ajos, que pervivió en época romana. De dicha época se han encontrado también restos en Forata y Barranquillos. En la Solana del Molinillo se halló un enterramiento colectivo romano de planta circular, de unos diez metros de diámetro y algo más de un metro de altura, donde yacían doce esqueletos.
Tras la conquista cristiana del territorio, el rey Jaime I donó a don Rodrigo de Lizana, en pago a los servicios prestados y para alentarle en la conquista, los castillos y villas de Buñol, Montroy y Amacasta (Macastre), y los lugares de Átava (Yátova) y Alboraig (Alborache).
Tras la expulsión de los moriscos, en 1609, Yátova quedó desierta y su repoblación fue lenta y tardía. Esta se realizó con la traída de cristianos viejos de Mallorca y otros lugares. En el Diccionario de Madoz (1845-1850) aparece la siguiente descripción de Yátova y su término:

YÁTOVA: lugar con ayuntamiento de la provincia [...] de Valencia (7 1/2 leguas) [...]. Situado en una suave pendiente, a la margen derecha del río Juanes; reinan los vientos del norte; su clima es algún tanto frío y saludable. Tiene 247 casas, inclusas las del ayuntamiento y cárcel; escuela de niños [...], otra de niñas [...]; iglesia parroquial (Los Santos Reyes) [...] y una fuente llamada de la Alberca fuera de la población, de cuyas aguas se surte el vecindario. [...] En su radio se encuentran varios corrales de ganado y casitas para refugiarse los labradores que van a trabajar sus tierras; varios montes entre los que descuellan Montratón y Malacara y hacia el oeste tiene su origen el riachuelo Mijares, que desemboca luego en el río Juanes, que también nace en su término. El terreno es escabroso en su mayor parte y bastante estéril; sin embargo alrededor de la población hay una huertecita y algunos olivares, algarrobos y viñedos. Los caminos son de herradura, menos el que dirige a Alborache que es de carros. [...] Produce: trigo, cebada, avena, maíz, vino, aceite, algarrobas, patatas, poca seda, legumbres y algunas verduras; mantiene ganado lanar y cabrío, y hay caza de cabras monteses, corzos, liebres, conejos, perdices, lobos y zorras. Industria: la agrícola, 2 telares de lienzos comunes, 2 fábricas de jabón blando, 2 de aguardiente, 2 hornos de pan cocer, 4 molinos harineros y 8 prensas para el aceite.
Diccionario de Madoz

## Demografía
Yátova cuenta con una población de 2242 habitantes (INE 2024).
| Gráfica de evolución demográfica de Yátoba entre 1842 y 2021                                                        |
| |
| Población de derecho según los censos de población del INE Población de hecho según los censos de población del INE |

En 1572 Yátova contaba con 450 habitantes, que en 1646 eran tan solo 171, dados los efectos de la expulsión de los moriscos. En 1713 eran todavía 315. La recuperación demográfica se produjo a lo largo de los siglos XVIII y XIX: de los 1745 habitantes en 1877 se pasó en 1920 al pico histórico de 2478. Durante la mayor parte del siglo XX, hasta los años 70, la emigración produjo continuas pérdidas demográficas, si bien la población se ha estabilizado desde entonces en torno a los 2000 habitantes.

## Economía
La economía de Yátova estuvo basada tradicionalmente en la agricultura, que actualmente ha perdido valor social. En la década de 2000 solo empleaba en torno al 7 % de la población activa, ocupando el secano 808 ha (sobre todo de algarrobos, almendros y olivos) y el regadío 61 ha.
La economía actual se basa en la industria y en la construcción, que ocupa a cerca del 60 % de total de la población activa industrial. Con todo, mucha de la población trabaja en Buñol o incluso en el área metropolitana de Valencia. El sector terciario ha ido creciendo debido a la riqueza paisajística de la zona, que ha aumentado la infraestructura turística, notablemente al haberse creado una red de casas rurales.

## Comunicaciones
Por el casco urbano de Yátova cruzan la carretera CV-427, que une Yátova con Buñol y, desde allí, con la A-3 y la CV-429 que une la CV-425 en término Macastre con la N-330 a la altura de La Portera (Requena). Por el sur de término municipal transcurre también la CV-4282, un ramal lateral de la CV-425.

## Administración y política

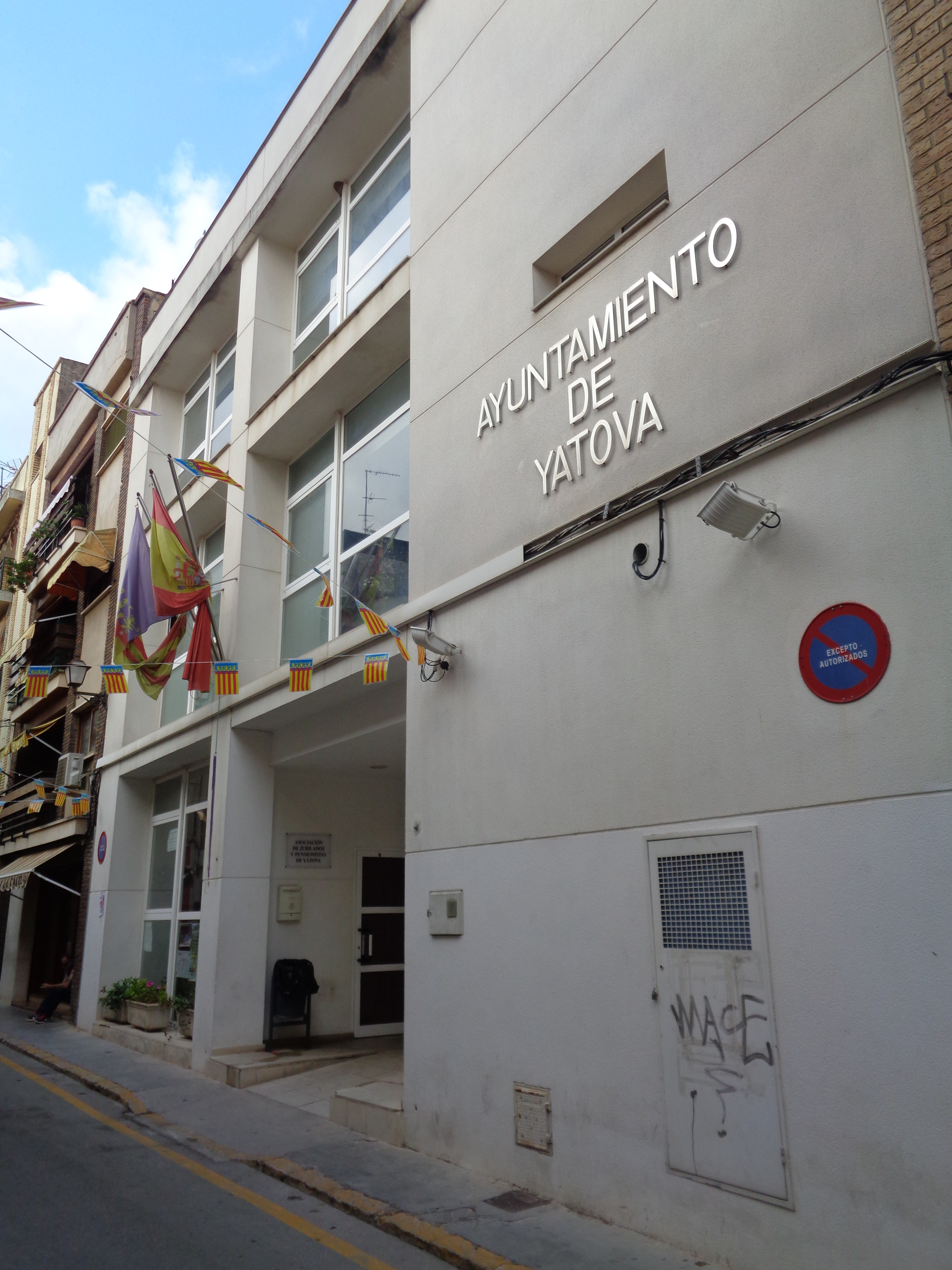
Sede del ayuntamiento de Yátova.

Yátova está gobernada por una corporación local formada por concejales elegidos cada cuatro años por sufragio universal que a su vez eligen un alcalde. El censo electoral está compuesto por todos los residentes empadronados en Yátova mayores de 18 años y nacionales de España y de los otros países miembros de la Unión Europea. Según lo dispuesto en la Ley del Régimen Electoral General, que establece el número de concejales elegibles en función de la población del municipio, la Corporación municipal de Yátova está formada por 11 concejales. El Ayuntamiento de Yátova está actualmente presidido por el PSPV-PSOE y consta de 7 concejales de este partido y 4 del PP.
| Periodo   | Nombre | Partido   |
| --------- | --- | --------- |
| 1979-1983 | Silvino Perelló Mossi                                                                                      | PSPV-PSOE |
| 1983-1987 | Silvino Perelló Mossi                                                                                      | PSPV-PSOE |
| 1987-1991 | Silvino Perelló Mossi                                                                                      | PSPV-PSOE |
| 1991-1995 | Manuel Hoyo Pérez                                                                                          | PP        |
| 1995-1999 | Pablo Guerrero Pérez                                                                                       | PSPV-PSOE |
| 1999-2003 | Mª Ángeles Grau Lisarde (1999-2000) Dimisión Olga Roser Cifre (2000-2001) Rafael Lisarde Cifre (2001-2003) | EUPV PP   |
| 2003-2007 | Rafael Lisarde Cifre                                                                                       | PP        |
| 2007-2011 | Rafael Lisarde Cifre                                                                                       | PP        |
| 2011-2015 | Rafael Lisarde Cifre                                                                                       | PP        |
| 2015-2019 | Miguel Tórtola Herrero                                                                                     | PSPV-PSOE |
| 2019-2023 | Miguel Tórtola Herrero                                                                                     | PSPV-PSOE |
| 2023-act. | Miguel Tórtola Herrero                                                                                     | PSPV-PSOE |

## Patrimonio

### Patrimonio arqueológico y arquitectónico
- Poblado ibérico del Pico de los Ajos: yacimiento arqueológico, conocido arqueológicamente en 1949 a través de un trabajo de Nicolau Primitiu Gómez Serrano en el que se describe la presencia de construcciones, material cerámico y monetario. Trabajos posteriores pusieron de manifiesto la importancia del enclave y el fuerte proceso de expoliación que ha venido sufriendo.[10] Está declarado bien de interés cultural.[11]
- Pozo de la Nieve: nevera del siglo XVII.[12] Está declarado bien de relevancia local.[13]
- Iglesia parroquial de los Santos Reyes: ubicada en el centro de la localidad, en la plaza de la Constitución, conserva la estructura arquitectónica del siglo XVII, aunque el actual aspecto del edificio data del XVIII.[5] La iglesia estaría edificada sobre la antigua mezquita, siendo la actual torre vestigio del antiguo minarete.[14] Está declarada bien de relevancia local.[15]
- Iglesia de San Isidro: está declarada bien de relevancia local.[16]
- Casco antiguo: de trazado musulmán tradicional, en el que destaca el Arco de la calle del Arco. En la calle Mayor y adyacentes existen, asimismo, algunas casas señoriales del siglo XIX.[17]

### Patrimonio natural
- Paraje natural de Tabarla, que incluye un campamento municipal.[5] Declarado en 2007, comprende una superficie de 68,42 ha en un tramo del río Magro y su ribera, 5 km aguas arriba del embalse de Forata.[18]
- Pantano de Forata.[5]
- Refugio de la Sierra Martés (de 1087 m s. n. m.).[5]
- Valle del río Juanes.[5]
- Cueva de las Palomas: formación kárstica del río Juanes.[5] El principal atractivo es una cascada de aproximadamente 20 m, en el curso del río Juanes.[19]
- Nacimiento y valle del río Mijares.[5]
- Monte Motrotón (de 612 m s. n. m.).[5]

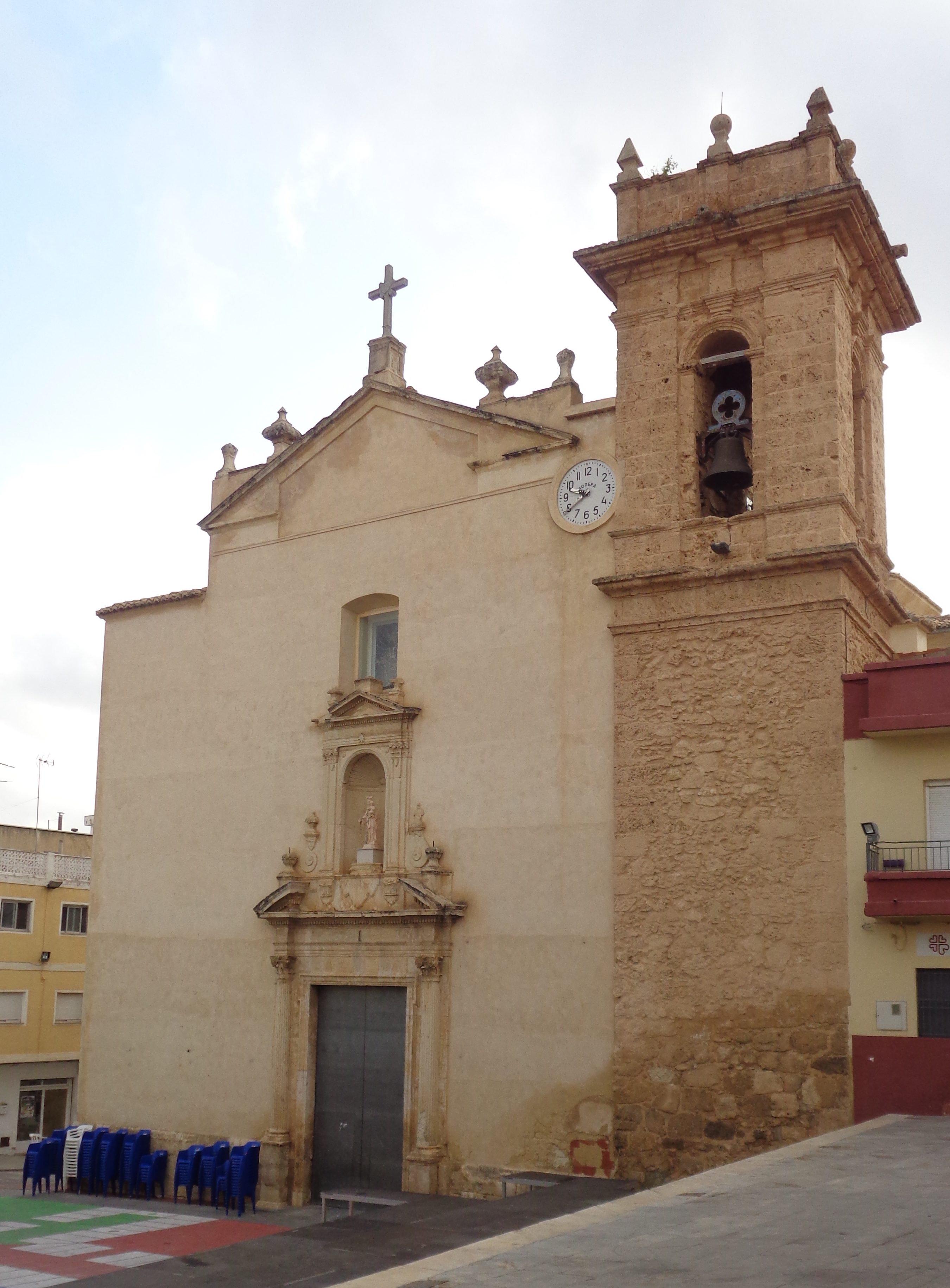
Iglesia parroquial de los Santos Reyes.
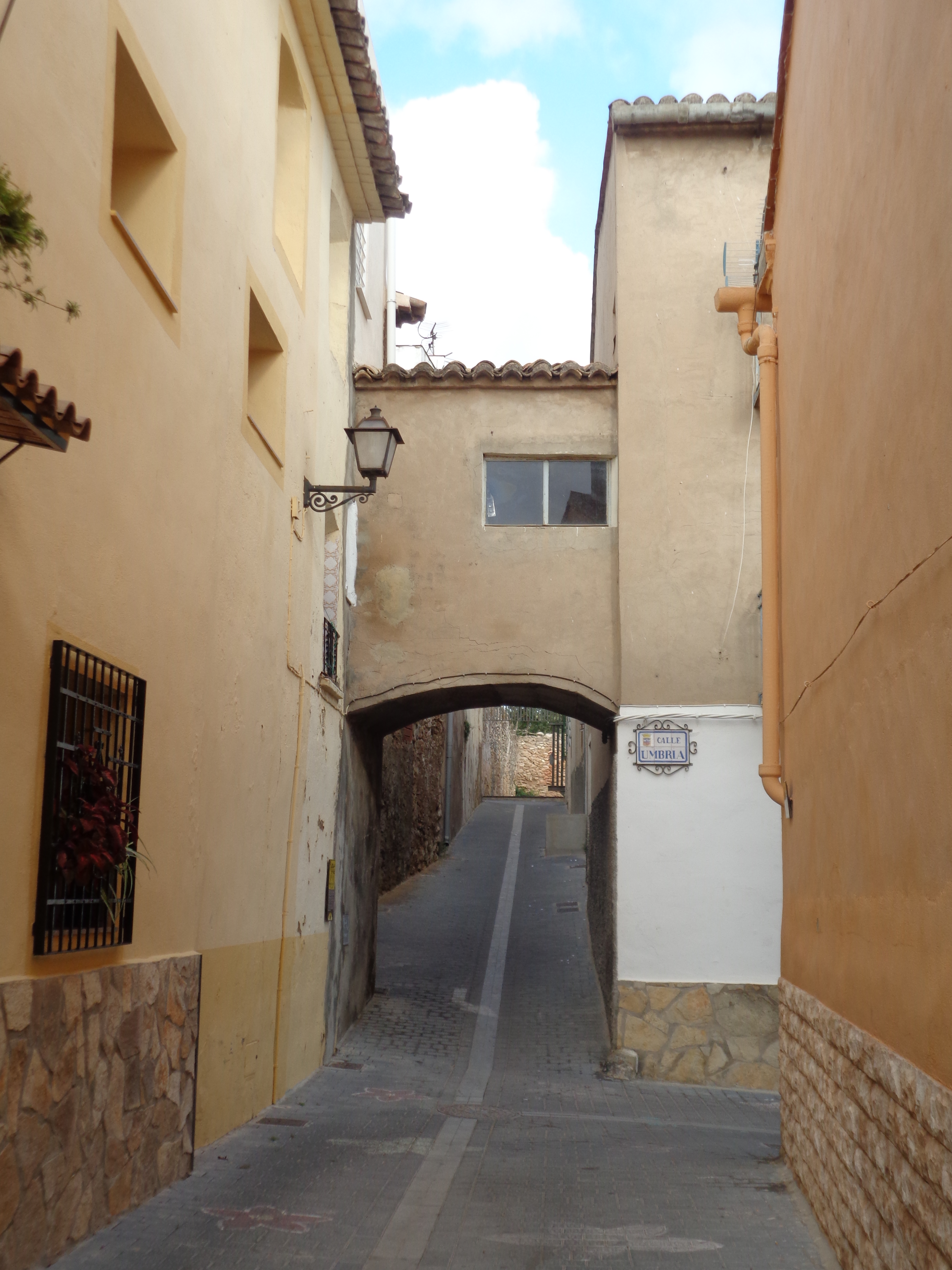
Arco de la calle del Arco.
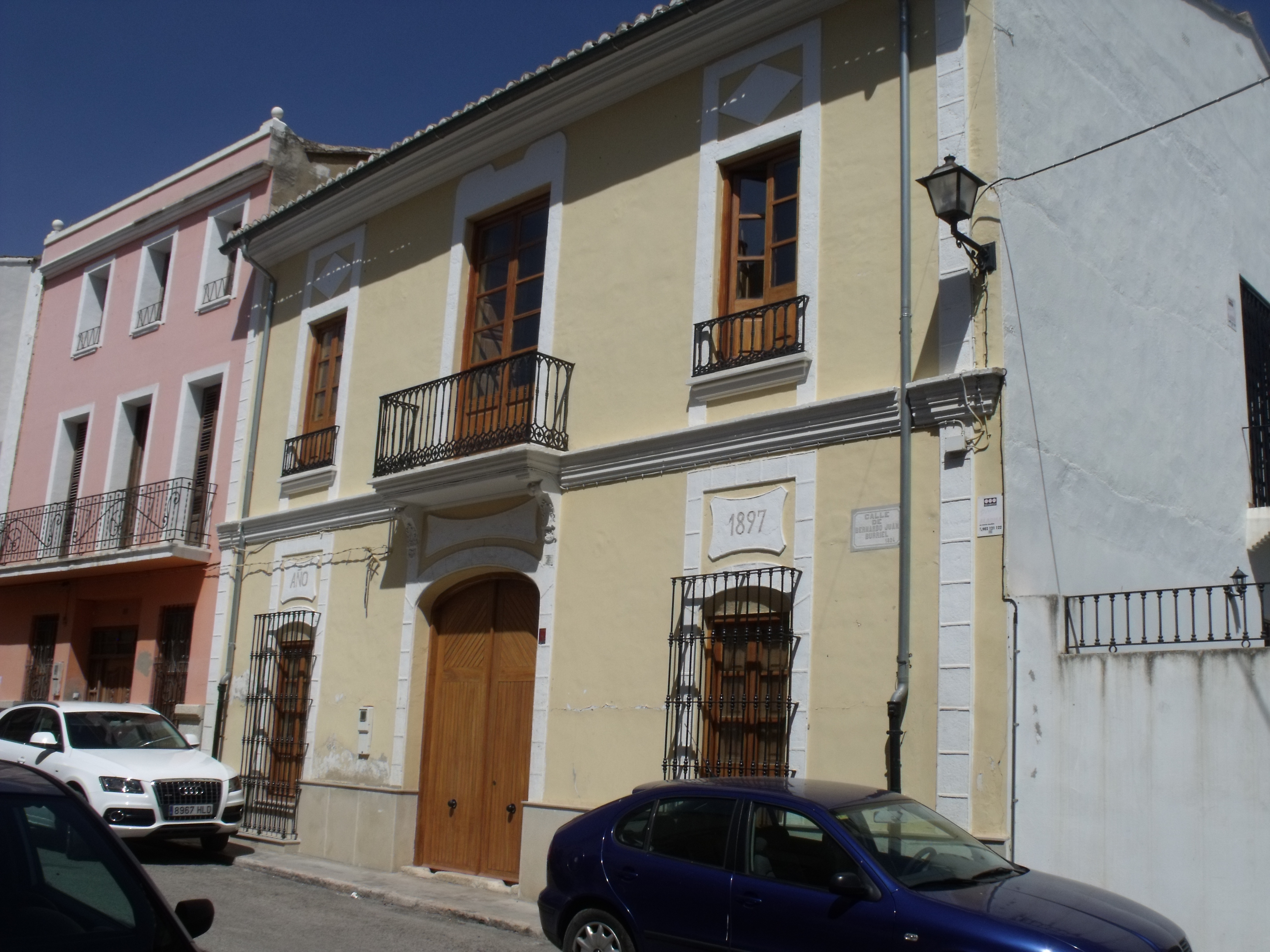
Casa centenaria.
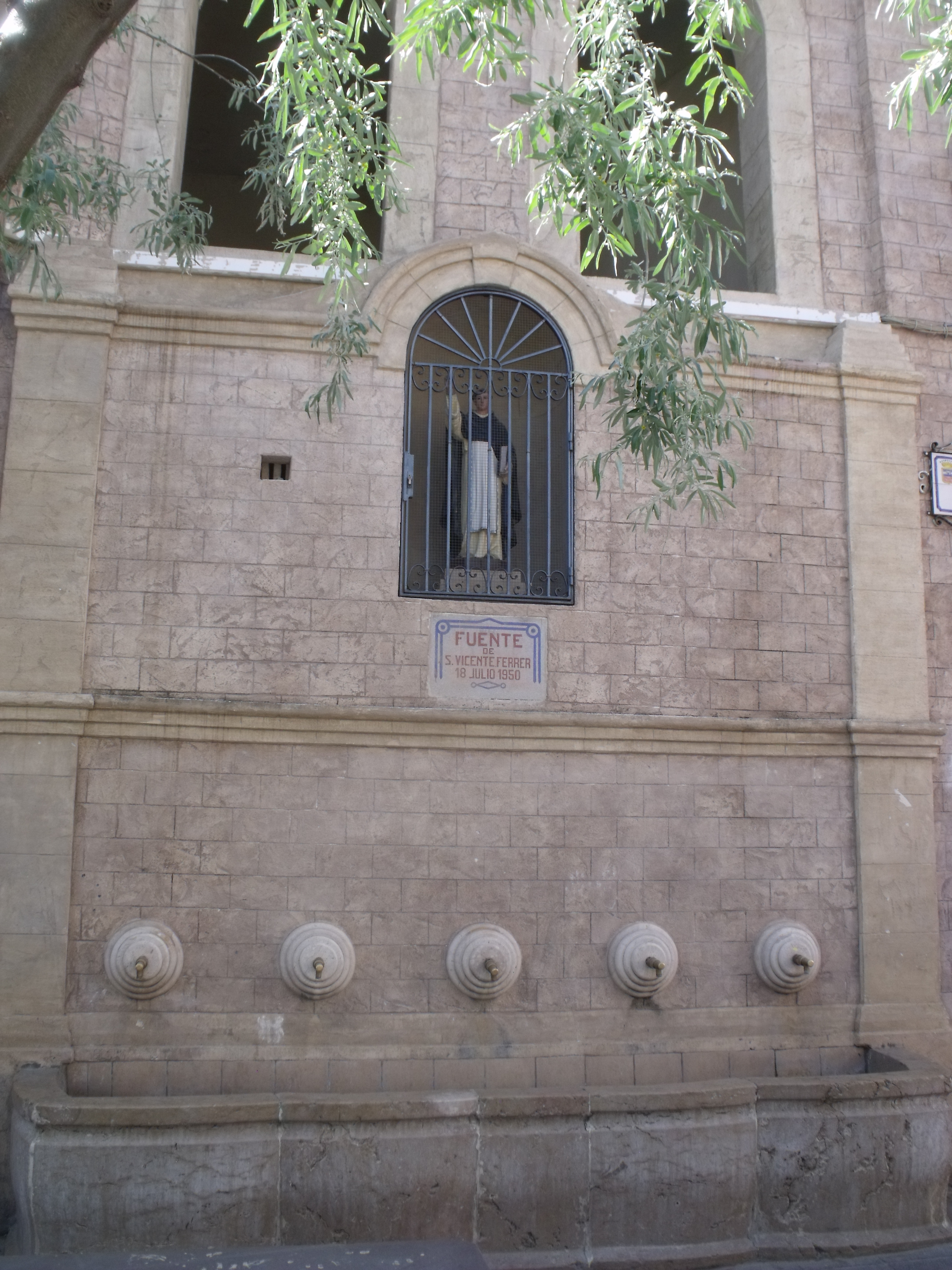
Fuente de San Vicente.
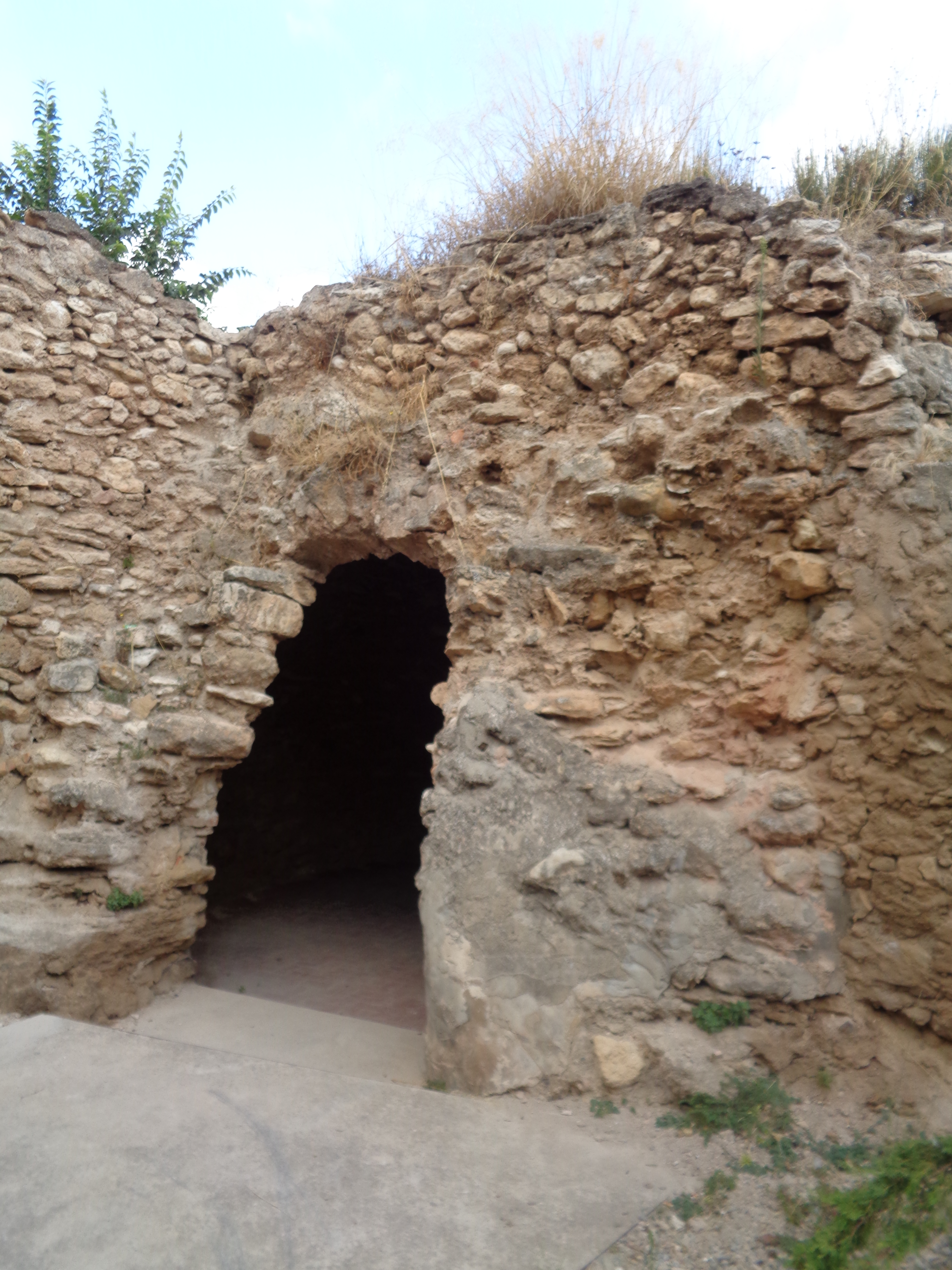
Acceso al Pozo de la Nieve.
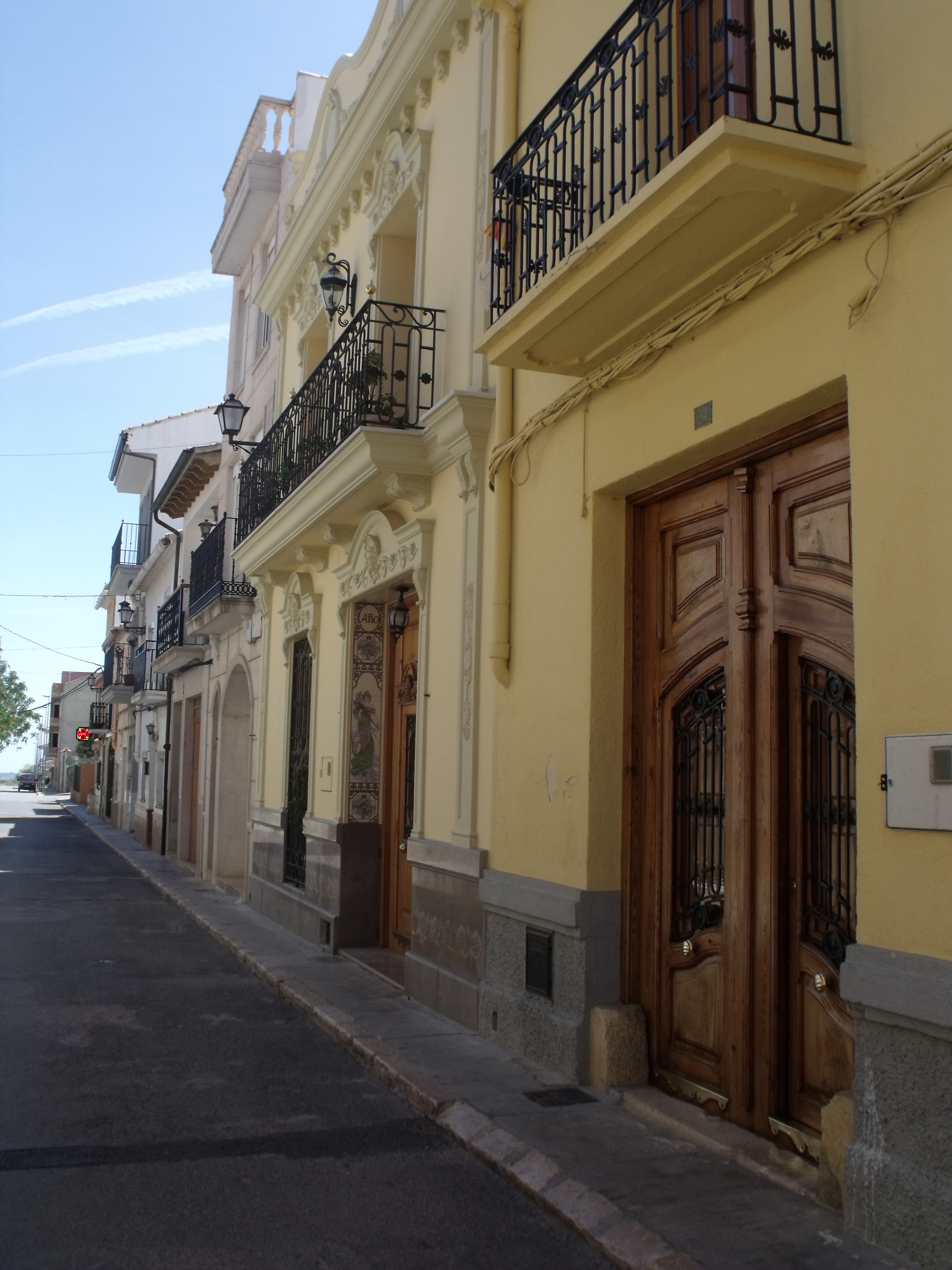
Calle Mayor.
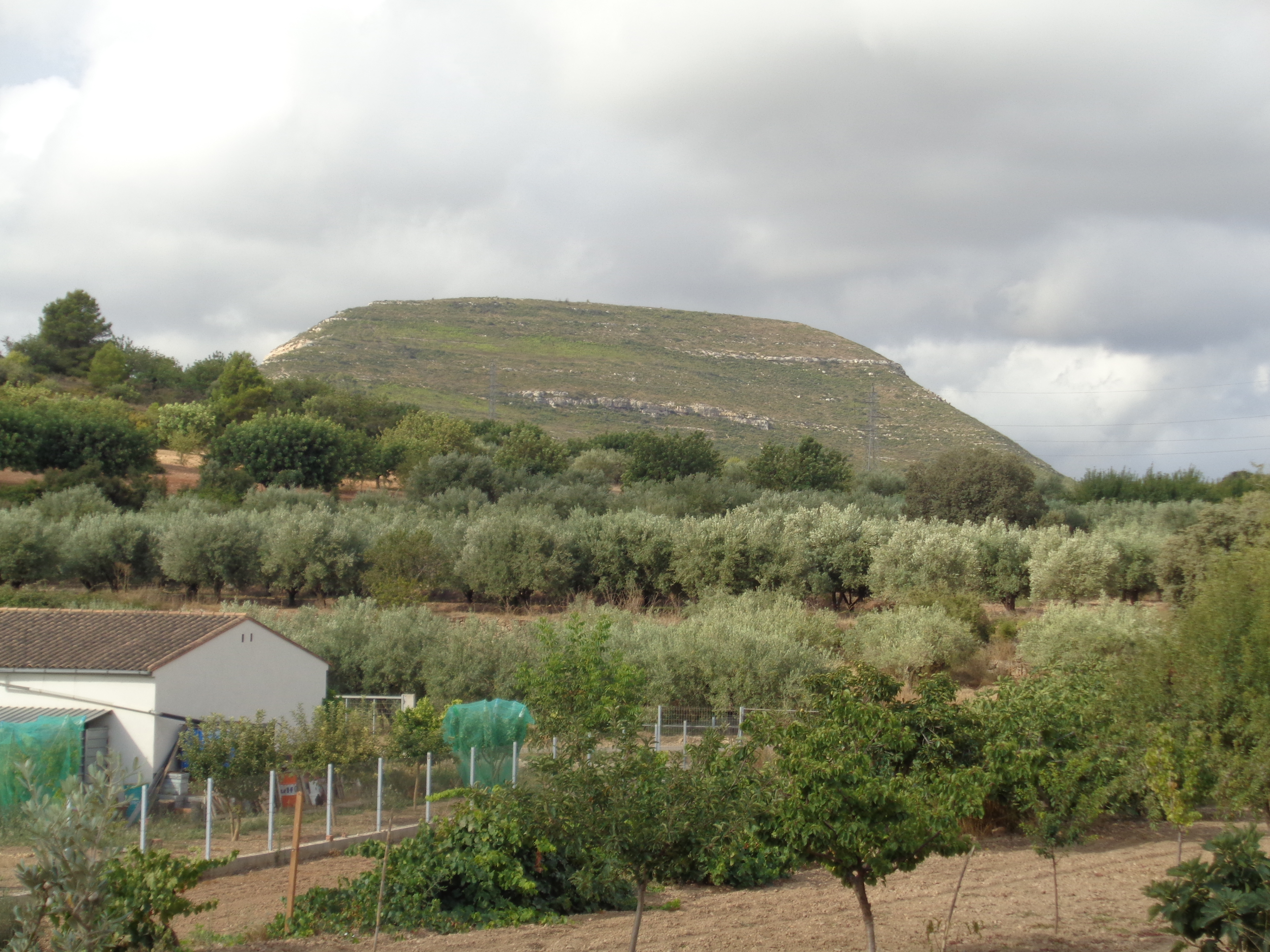
Monte Motrotón o Montratón.
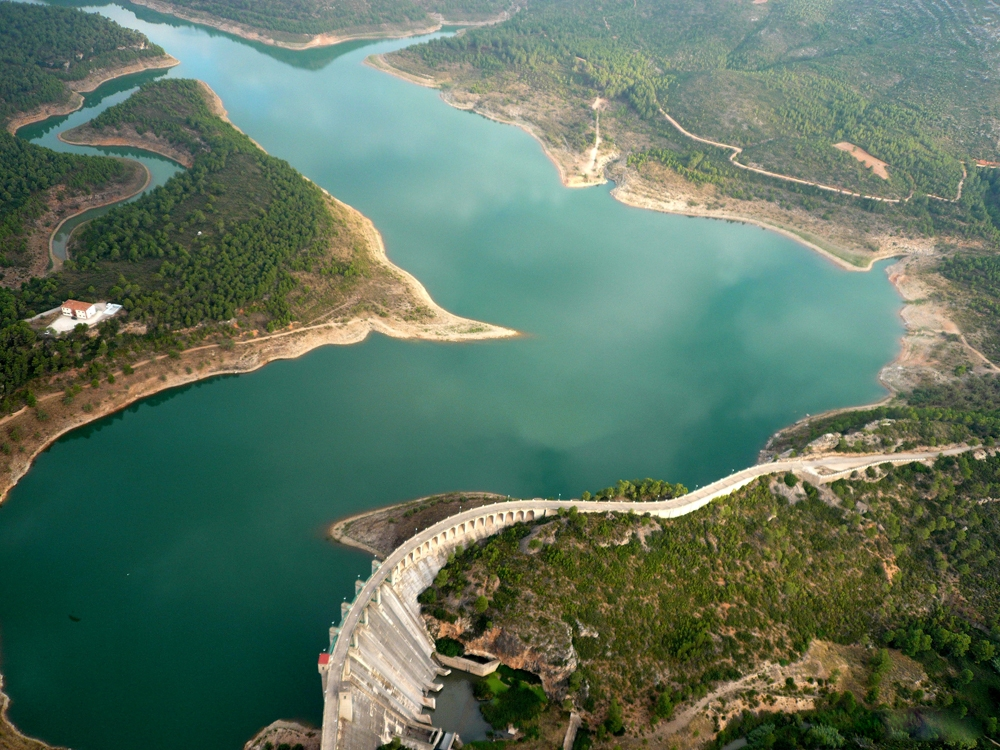
Embalse de Forata.

## Urbanismo
El casco original de Yátova está ubicado en un pequeño cerro. Está conformado por calles estrechas y quebradas como las de Jesús, Balsa, Cura Estrada, Parra y Molino. Al este, en la plaza de la Constitución (donde se levanta la iglesia parroquial de los Santos Reyes) nace la calle Mayor, que constituyó el primer eje de crecimiento urbano y sigue siendo unas de las principales arterias comerciales. Posteriormente, el casco urbano ha crecido en todas las direcciones, si bien en las últimas décadas la principal ampliación ha seguido el trazado de la avenida de la Diputación.

## Cultura

### Fiestas
- Fallas: tienen lugar el fin de semana anterior a San José, se plantan miércoles y se queman el domingo antes de San José (19 de marzo).[14]
- Fiestas Patronales: el patrón de Yátova es San Isidro Labrador, celebrado el fin de semana más cercano al 15 de mayo.[5]
- Fiestas mayores: se celebran a mediados de agosto,[5] con actividades culturales, lúdicas y taurinas.[14]